# Boks na Igrzyskach Panamerykańskich 1987
Turniej bokserski Igrzysk Panamerykańskich 1987 odbył się w dniach 8 - 23 sierpnia w Indianapolis (USA) w Indiana Convention Center. 

## Medaliści
| Kategoria                      | Złoty                            | Srebrny                              | Brązowy                                                        |
| waga papierowa (48 kg)         | Luis Román Rolón · Portoryko     | Michael Carbajal · Stany Zjednoczone | Juan Torres · Kuba · Jesus Herrera · Dominikana                |
| waga musza (51 kg)             | Adalberto Regalado · Kuba        | David Griman · Wenezuela             | Hamilton Rodrigues · Brazylia · Rafael Ramos · Portoryko       |
| waga kogucia (54 kg)           | Manuel Martinez · Kuba           | Michael Collins · Stany Zjednoczone  | Domino Domigella · Argentyna · Rafael del Valle · Portoryko    |
| waga piórkowa (57 kg)          | Kelcie Banks · Stany Zjednoczone | Emilio Villegas · Dominikana         | José Avelar · Salwador · Esteban Flores · Portoryko            |
| waga lekka (60 kg)             | Julio González · Kuba            | José Luis Perez · Wenezuela          | Héctor Arroyo · Portoryko · Marc Menard · Kanada               |
| waga lekkopółśrednia (63,5 kg) | Cadelario Duvergel · Kuba        | Todd Foster · Stany Zjednoczone      | Wanderley Oliveira · Brazylia · Daniel Cueto · Panama          |
| waga półśrednia (67 kg)        | Juan Carlos Lemus · Kuba         | Kenneth Gould · Stany Zjednoczone    | Pedro Frias · Dominikana · Rey Rivera · Portoryko              |
| waga lekkośrednia (71 kg)      | Orestes Solano · Kuba            | Freddy Sanchez · Portoryko           | Frank Liles · Stany Zjednoczone · Gary Smikles · Jamajka       |
| waga średnia (75 kg)           | Angel Espinosa · Kuba            | Otis Grant · Kanada                  | Carlos Herrera · Wenezuela · Juan Montiel · Urugwaj            |
| waga półciężka (81 kg)         | Pablo Romero · Kuba              | Nelson Adams · Portoryko             | Wilfred Moses · Gujana · Andrew Maynard · Stany Zjednoczone    |
| waga ciężka (91 kg)            | Félix Savón · Kuba               | Juan Antonio Díaz · Argentyna        | Domenico d'Amico · Kanada · Michael Bentt · Stany Zjednoczone  |
| waga superciężka (>91 kg)      | Jorge Luis Gonzales · Kuba       | Lennox Lewis · Kanada                | Carlos Barcelete · Brazylia · Riddick Bowe · Stany Zjednoczone |

## Klasyfikacja medalowa
| Poz.    | Państwo           |    |    |    | Razem |
| ------- | ----------------- | -- | -- | -- | ----- |
| 1       | Kuba              | 10 | 0  | 1  | 11    |
| 2       | Stany Zjednoczone | 1  | 4  | 4  | 9     |
| 3       | Portoryko         | 1  | 2  | 5  | 8     |
| 4       | Kanada            | 0  | 2  | 2  | 4     |
| 5       | Wenezuela         | 0  | 2  | 1  | 3     |
| 6       | Dominikana        | 0  | 1  | 2  | 3     |
| 7       | Argentyna         | 0  | 1  | 1  | 2     |
| 8       | Brazylia          | 0  | 0  | 3  | 3     |
| 9       | Gujana            | 0  | 0  | 1  | 1     |
| 9       | Jamajka           | 0  | 0  | 1  | 1     |
| 9       | Panama            | 0  | 0  | 1  | 1     |
| 9       | Salwador          | 0  | 0  | 1  | 1     |
| 9       | Urugwaj           | 0  | 0  | 1  | 1     |
| Łącznie | Łącznie           | 12 | 12 | 24 | 48    |